# Mišoliki glodavci
Mišoliki glodavci (Myomorpha), maleni sisavci, podred glodavaca koji obuhvaća miševe (mus; porodica Muridae) i izgledom slične vrste kao što su štakori, hrčci, leminzi, voluharice, puhovi, skočimiševi ili jerboe i mošusni štakori.
Podred Myomorpha odlikuje se zubima koji im neprekidno rastu pa ih moraju trošiti glodanjem, pa na šumskim područjima znaju pravoiti štetu, posebno nas mladim šumskim sadnicama. Hrana je i biljnog (sjemenke) i životinjskog porijekla (kukci). U divljini žive u podzemnim rupama a izlaze noću zog potrage za hranom. Staništa im ugrožava sve veći utjecaj čovjeka na prirodu.
Mišolikoi glodavci prenositelji su raznih zaraznih bolesti i to putem udisanja zraka zagađenog s prašinom u kojem se nalaze mišje izlučevine; preko njihovih parazita kao što su buhe, krpelji i uši koji s miša mogu prenijeti zarazu na čovjeka; preko hrane i vode koja je zagađena mišjim izlučevinama; slinom putem ugriza; kao i vodom zagađenom mišjim izlučevinama.
Neprijatelji su im zmije, ptice, lisice i čovjek.

## Potporodice i porodice
- Superfamilia Muroidea
  - familia Platacanthomyidae
  - familia Spalacidae
  - familia Calomyscidae
  - familia Nesomyidae
  - familia Cricetidae
  - familia Muridae
- Superfamilia Dipodoidea
  - familia Dipodidae
  - familia Sminthidae
  - familia Zapodidae